# Movimiento anual

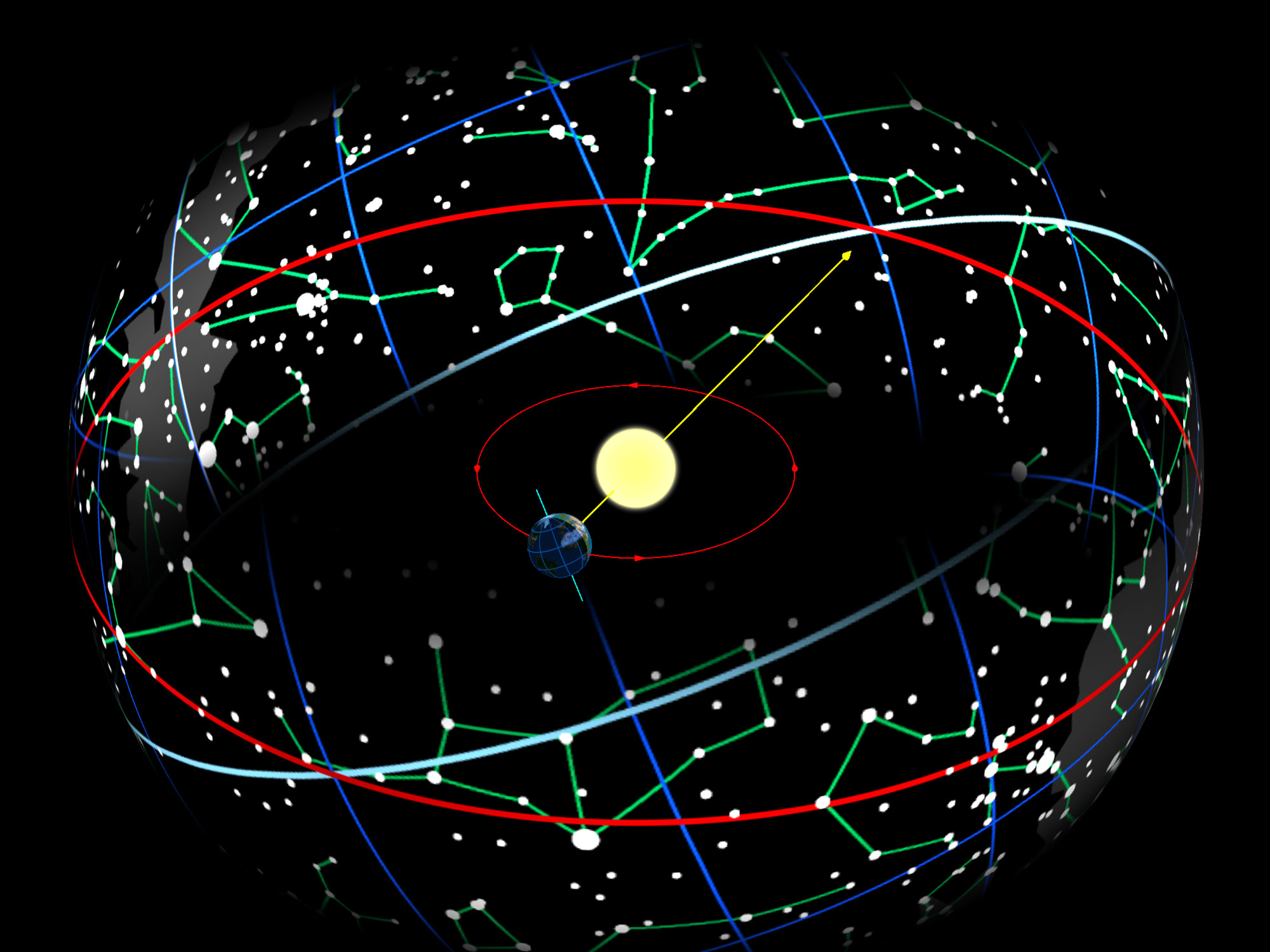
Visto desde la Tierra, el Sol parece moverse a lo largo de la eclíptica.

En astronomía se denomina movimiento anual al movimiento aparente del Sol en la esfera celeste observado en el transcurso de un año.
Hasta la revolución copernicana los astrónomos creían que se trataba del movimiento real del Sol. Desde Copérnico, se sabe que es la Tierra la que gira alrededor del Sol en un año, movimiento de traslación, no obstante se sigue con la misma concepción ptolemaica asumiendo que el movimiento del Sol es aparente y que la que realmente se mueve es la Tierra.
Muchos años antes de nuestra era se comprobó que la salida y la puesta del Sol no se producían sobre el mismo fondo de estrellas cada día, sino que el Astro Rey del cielo se desplazaba a lo largo del año en dirección contraria al movimiento diurno, es decir de oeste-este, ocupando diferentes constelaciones. Las constelaciones recorridas por el Sol reciben el nombre de constelaciones zodiacales por su etimología griega, en donde zood significa "ser viviente".
Esta trayectoria anual del Sol se denominó eclíptica, porque sólo se observaban eclipses cuando la Luna la cruzaba.
El movimiento anual del Sol es mucho más lento que el movimiento diurno, recorriendo 360° en 365,24 días, es decir, con un movimiento medio de 0,9856 °/día.
Por tanto el Sol, pensaban, posee dos movimientos, uno diurno (diario) como el resto de las estrellas, y otro anual propio.

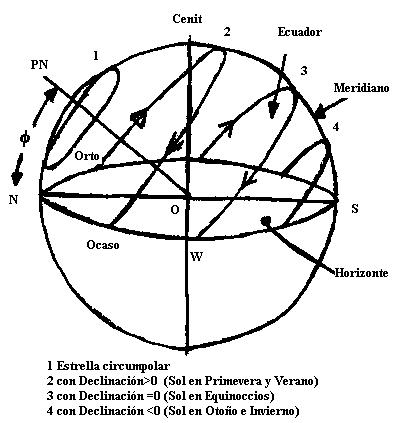
Movimiento diurno del Sol.

## Movimiento diurno del Sol
La trayectoria diurna del Sol varía en las diferentes épocas del año. La situación se relata tal como se ve desde Hemisferio norte. Para entender la situación desde el Hemisferio sur, basta con intercambiar norte por sur y viceversa. 
El día del equinoccio de primavera, el Sol recorre el ecuador celeste y sale exactamente por el este, poniéndose exactamente por el oeste; su declinación es cero, estando doce horas sobre el horizonte.
A partir de entonces y hasta el solsticio de verano, el Sol cada día sale por un punto del horizonte un poco más al norte del punto cardinal Este, y se pone entre el norte y el oeste, culminando cada vez más alto. Se entiende por culminación el paso de cualquier astro por el meridiano del lugar.
El arco que describe el Sol sobre el horizonte supera la mitad de la circunferencia, así que el día dura más de doce horas. La declinación es positiva.
El día del solsticio de verano la declinación solar es máxima, alcanzando sobre el ecuador un ángulo de 23° 26'. Este día es cuando el Sol culmina más alto y, por tanto, la sombra producida por un gnomon al mediodía es la mínima del año. A partir de entonces y hasta el equinoccio de otoño la declinación solar disminuye hasta anularse en dicho día.
A partir del equinoccio de otoño el Sol, que había permanecido sobre el Hemisferio Norte pasa al Hemisferio Sur, describiendo cada día una trayectoria paralela al ecuador pero más baja sobre el horizonte, saliendo entre el este y el sur y poniéndose entre el oeste y el sur. El arco descrito es inferior a una semicircunferencia, así que el día dura menos que la noche.
El día del solsticio de invierno es cuando el Sol presenta una declinación mínima, D = - 23° 26'. Este día en el hemisferio norte culmina más bajo, dando al mediodía la sombra más larga del año.
A partir de este momento y hasta el equinoccio de primavera se repite su marcha.

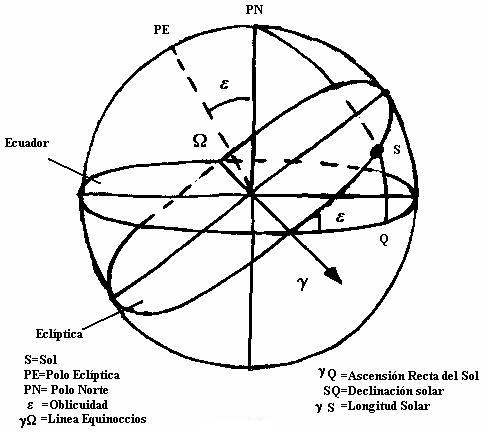
Ecuador y Eclíptica.

## Ecuador y Eclíptica
Los hechos anteriores se pueden explicar suponiendo que el movimiento del Sol sobre la eclíptica se efectúa en una trayectoria circular alrededor de la Tierra, estando la eclíptica inclinada un ángulo de 23° 26'.
El punto donde la eclíptica corta el ecuador, pasando el Sol del hemisferio sur al norte, se llama punto Aries.
Se llama ascensión recta al ángulo que forma el punto Aries con el círculo horario del astro medido en sentido positivo.
El polo norte celeste forma con el polo de la eclíptica un ángulo de 23° 26' girando en sentido retrógrado alrededor de él en 25780 años (fenómeno denominado Precesión de los equinoccios).